# NGC 5912
NGC 5912 este o galaxie eliptică situată în constelația Ursa Mică. A fost descoperită în 12 decembrie 1797 de către William Herschel. Se află la o distanță de 103 megaparseci de Pământ.